# Priscila Sztejnman
Priscila Sztejnman (Rio de Janeiro, 26 de maio de 1988), mais conhecida simplesmente como Priscila Steinman, é uma autora e atriz brasileira.

## Biografia
De origem judaica, Steinman já morou em Israel, onde trabalhou como professora de crianças africanas e palhaça médica, em um hospital de Jerusalém, num movimento estudantil judaico socialista. Lá, Priscila escreveu e dirigiu sua primeira peça de teatro, em hebraico. Quando voltou ao Brasil, cursou artes cênicas e cinema. A atriz também fez aulas de balé quando criança.

## Carreira
Começou a carreira no teatro e em participações especiais na televisão. Em 2009 ganhou seu primeiro personagem fixo na telenovela Caminho das Índias, interprendo Aninha, membro da gangue de Zeca que praticava vandalismo e bullying. Em 2013 entrou para o elenco do Cê Faz O Quê?, programa de esquetes exibido pelo Multishow. Priscila também trabalhou como roteirista, na vigésima temporada de Malhação e no programa Na Moral. Ganhou destaque ao interpretar a psicopata Sofia na telenovela Totalmente Demais, personagem que tentava matar a protagonista Eliza. Em agosto de 2016 vive a estudante de jornalismo Sara na minissérie Justiça. Em 2017 esteve na terceira temporada da série Questão de Família. No mesmo ano fez uma participação na novela Novo Mundo. Retornou ao teatro criando e estrelando o monólogo Rita Formiga.
Em 2018 estrelou quatro filmes: Uma Quase Dupla de Marcus Baldini, Maria do Caritó, O Paciente e 4x100 de Tomás Portella, todos com esteia pro ano seguinte.
Em 2023 interpretou a personal trainer Helena em Vai na Fé, de Rosane Svartman.

## Filmografia

### Televisão

#### Como atriz
| Ano     | Título                 | Personagens                      | Notas                                  |
| ------- | ---------------------- | -------------------------------- | -------------------------------------- |
| 2008    | Casos e Acasos         | Mônica                           | Episódio: "O Trote, o Filho e o Fora"  |
| 2008    | Ciranda de Pedra       | Nely                             |                                        |
| 2009    | Caminho das Índias     | Aninha                           |                                        |
| 2010    | Araguaia               | Antoninha (jovem)                | Episódio: "27 de setembro"             |
| 2011    | Insensato Coração      | Mara                             | Episódios: "19 de fevereiro"           |
| 2012    | Meu Passado Me Condena | Clara Kelly                      | Episódio: "Deus do Sexo"               |
| 2012    | Cara Metade            | Daniele                          | Episódio: "Cliente Neurótica"          |
| 2013    | Cê Faz O Quê?          | Várias personagens               |                                        |
| 2015    | Acredita na Peruca     | Rita da Cássia                   | Episódio: "Toda a Nudez Será Perdoada" |
| 2015–16 | Totalmente Demais      | Sofia de Bocaiuva Monteiro/ Nina | Participações                          |
| 2016    | Justiça                | Sara                             |                                        |
| 2017    | Questão de Família     | Dra Laura Viana                  | Temporada 3                            |
| 2017    | Novo Mundo             | Isaura                           | Episódios: "7–15 de julho"             |
| 2018    | Sob Pressão            | Luiza                            | Episódio: "16 de outubro"              |
| 2023    | Vai na Fé              | Helena Weinberg                  |                                        |

#### Como autora
| Ano     | Título                        | Escalação        | Emissora   | Notas                  |
| ------- | ----------------------------- | ---------------- | ---------- | ---------------------- |
| 2012    | Malhação: Intensa como a Vida | Colaboradora     | Rede Globo |                        |
| 2012–14 | Na Moral                      | Roteirista       | Rede Globo |                        |
| 2018    | O Natal Perfeito              | Autora principal | Rede Globo | Especial de fim de ano |

### Cinema
| Ano  | Título                             | Personagem |
| ---- | ---------------------------------- | ---------- |
| 2015 | Pequeno Dicionário Amoroso 2       | Ju         |
| 2018 | Uma Quase Dupla                    | Priscila   |
| 2018 | O Paciente - O Caso Tancredo Neves | Luisa      |
| 2019 | Maria do Caritó                    | Ingênua    |
| 2021 | 4 x 100 - Correndo por um Sonho    | Sofia      |
| 2023 | Segundo Tempo                      | Ana        |

## Teatro

#### Como atriz
| Ano     | Título                 | Personagem   |
| ------- | ---------------------- | ------------ |
| 2008–10 | Tecendo Vassalissa     | Vassalissa   |
| 2009    | As Eruditas            | Eulália      |
| 2010    | O Diário de Anne Frank | Margot Frank |
| 2012–13 | O Céu Está Vazio       | Emília       |
| 2015    | Como a Gente Gosta     | Rosalinda    |
| 2017    | Rita Formiga           | Rita Formiga |

#### Como autora
| Ano  | Título             |
| ---- | ------------------ |
| 2015 | Como a Gente Gosta |
| 2017 | Rita Formiga       |

## Prêmios e indicações
| Ano  | Associações                                | Categoria                        | Nomeações                       | Resultado |
| ---- | ------------------------------------------ | -------------------------------- | ------------------------------- | --------- |
| 2008 | Prêmio Zilka Sallaberry de Teatro Infantil | Melhor Atriz                     | Tecendo Vassalissa              | Indicada  |
| 2017 | Troféu Internet                            | Revelação do Ano                 | Totalmente Demais               | Indicada  |
| 2022 | Festival Sesc Melhores Filmes              | Melhor Atriz Nacional            | 4 x 100 - Correndo por um Sonho | Indicada  |
| 2023 | Prêmio ArteBlitz de Novela                 | Melhor Casal (com Regiane Alves) | Vai na Fé                       | Indicada  |
| 2024 | Festival Sesc Melhores Filmes              | Melhor Atriz Nacional            | Segundo Tempo                   | Pendente  |